# Morkillia
Morkillia es un género de plantas de flores perteneciente a la familia Zygophyllaceae. Comprende 3 especies descritas y de estas, solo 2 aceptadas.

## Taxonomía
El género fue descrito por Rose & Painter y publicado en Smithsonian Miscellaneous Collections 50(1): 33. 1907. La especie tipo es: Morkillia mexicana

## Especies aceptadas
A continuación se brinda un listado de las especies del género Morkillia aceptadas hasta mayo de 2015, ordenadas alfabéticamente. Para cada una se indica el nombre binomial seguido del autor, abreviado según las convenciones y usos.	
- Morkillia acuminata Rose & Painter
- Morkillia mexicana